# Richard Askey

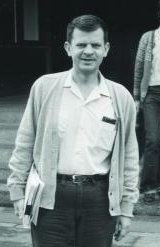
Richard Askey, 1977

Richard Allen Askey (* 4. Juni 1933 in St. Louis, Missouri; † 9. Oktober 2019) war ein US-amerikanischer Mathematiker, der sich mit Analysis beschäftigte.
Askey studierte an der Washington University (Bachelor 1953), der Harvard University (Master-Abschluss 1956) und der Princeton University, wo er 1961 bei Salomon Bochner promovierte (Mean Convergence of Orthogonal Series and Conjugate Series). Danach war er von 1958 bis 1961 Instructor an der Washington University, 1961 bis 1963 an der University of Chicago und ab 1963 Assistant Professor an der University of Wisconsin–Madison, wo er 1968 eine volle Professur erhielt und ab 2003 Professor emeritus war.
Askey beschäftigte sich vor allem mit Speziellen Funktionen (Einführung der Askey-Wilson-Polynome mit James A. Wilson) und der Herausgabe der Notebooks von Ramanujan (ein sehr umfangreiches Projekt unter anderem mit Bruce Berndt, das auch die bei Ramanujan fehlenden Beweise ergänzen sollte). Er war auch an Mathematikpädagogik interessiert.
Von 1969 bis 1970 war er Guggenheim Fellow. Er war ab 1993 Mitglied der American Academy of Arts and Sciences und ab 1999 der National Academy of Sciences. Er war Fellow der American Mathematical Society und ab 1996 der American Association for the Advancement of Science.

## Schriften
- mit George Andrews, Ranjan Roy: Special functions, Cambridge University Press, 1999, ISBN 0-521-62321-9 (englisch; Reihe Encyclopedia of Mathematics and its Applications 71)